# 24 Horas de Le Mans de 1929
As 24 Horas de Le Mans de 1929 foi o 7º grande prêmio automobilístico das 24 Horas de Le Mans, tendo acontecido nos dias 15 e 16 de junho 1929 em Le Mans, França no autódromo francês, Circuit de la Sarthe.

## Resultados Finais

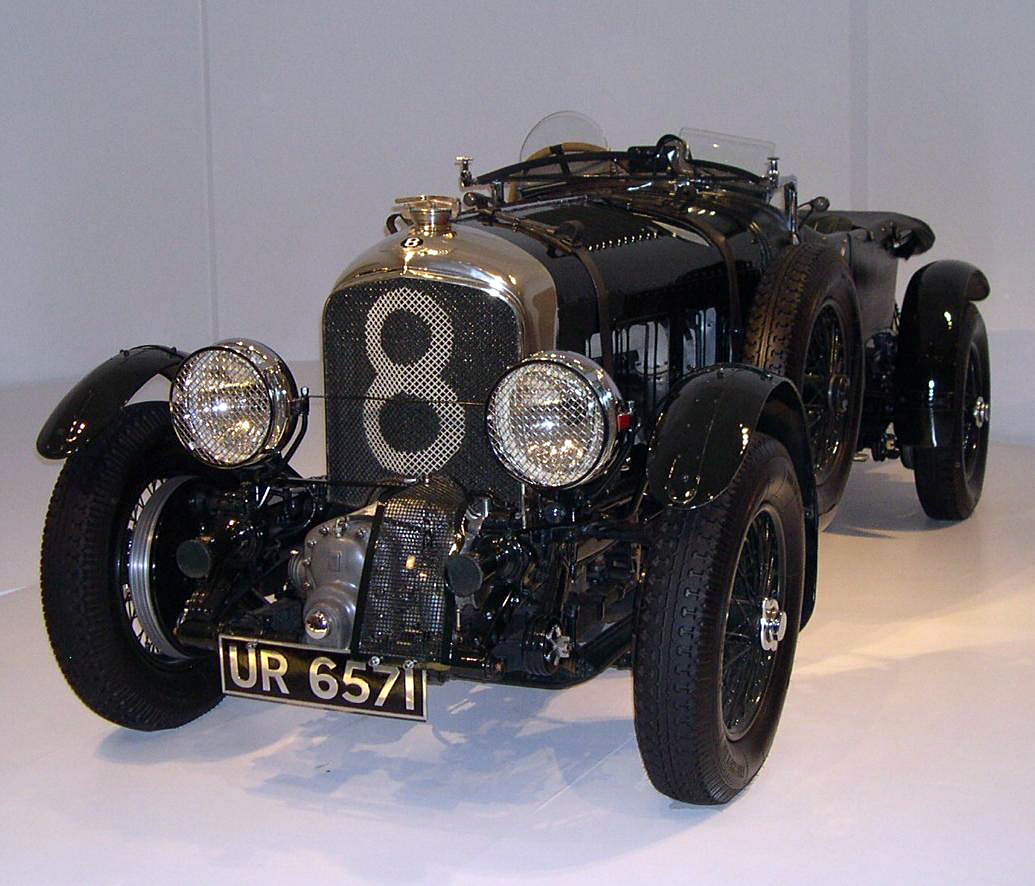
1. 8 "Blower" Bentley

| Pos    | Class | No | Equipe                          | Pilotos                                 | Chassis                            | Motor                                    | Voltas |
| ------ | ----- | -- | ------------------------------- | --------------------------------------- | ---------------------------------- | ---------------------------------------- | ------ |
| 1      | 8.0   | 1  | Bentley Motors Ltd.             | Woolf Barnato Henry Birkin              | Bentley Speed Six "Old Number One" | Bentley 6.6L I6                          | 174    |
| 2      | 5.0   | 9  | Bentley Motors Ltd.             | Jock Lawson Dunfee Glen Kidston         | Bentley 4½ Litre                   | Bentley 4.4L I4                          | 167    |
| 3      | 5.0   | 10 | Bentley Motors Ltd.             | Dr. Dudley Benjafield André d'Erlanger  | Bentley 4½ Litre                   | Bentley 4.4L I4                          | 159    |
| 4      | 5.0   | 8  | Bentley Motors Ltd.             | Frank Clement Jean Chassagne            | Bentley 4½ Litre                   | Bentley 4.4L I4                          | 156    |
| 5      | 8.0   | 5  | Stutz Paris                     | Guy Bouriat Philippe de Rothschild      | Stutz DV32                         | Stutz 5.3L Supercharged I8               | 153    |
| 6      | 5.0   | 14 | Equipe sem nome                 | Henri Stoffel Robert Benoist            | Chrysler 75                        | Chrysler 4.1L I6                         | 152    |
| 7      | 5.0   | 15 | Equipe sem nome                 | Cyril de Vere Marcel Mongin             | Chrysler 77                        | Chrysler 4.1L I6                         | 149    |
| 8      | 1.5   | 21 | Equipe sem nome                 | Kenneth Peacock Sammy Newsome           | Lea-Francis Hyper TT               | Meadows 1.5L Supercharged I4             | 135    |
| 9      | 1.1   | 26 | Pierre Fenaille                 | Louis Balart Louis Debeugny             | Tracta                             | S.C.A.P 1.0L Supercharged I4 (2-Stroke)  | 128    |
| 10     | 1.1   | 27 | Pierre Fenaille                 | Jean-Albert Grégoire Fernand Vallon     | Tracta                             | S.C.A.P. 1.0L Supercharged I4 (2-Stroke) | 126    |
| 11 DNF | 8.0   | 6  | Colonel Warwick Wright          | Capt. George E.T. Eyston Richard Watney | Stutz DV32                         | Stutz 5.3L Supercharged I8               | 104    |
| 12 DNF | 1.5   | 20 | Bollack, Netter et Cie (B.N.C.) | Lucien Desvaux Auguste Garalp           | B.N.C.                             | B.N.C. 1.5L I4                           | 88     |
| 13 DNF | 5.0   | 7  | Equipe sem nome                 | A.C. Saunders-Davies C.W. Fiennes       | Invicta S-Type                     | Meadows 4.5L I6                          | 78     |
| 14 DNF | 2.0   | 19 | Equipe sem nome                 | W.R. Hutchinson R.F. Turner             | S.A.R.A. SP7                       | S.A.R.A. 1.8L I4                         | 73     |
| 15 DNF | 1.1   | 25 | Pierre Fenaille                 | Lucien Lemesle Maurice Benoist          | Tracta                             | S.C.A.P. 1.0L Supercharged I4 (2-Stroke) | 70     |
| 16 DNF | 8.0   | 4  | C.T. Weymann                    | Éduoard Brisson Louis Chiron            | Stutz DV32                         | Stutz 5.3L Supercharged I8               | 65     |
| 17 DNF | 1.1   | 24 | Pierre Fenaille                 | Roger Bourcier "Tribaudot"              | Tracta                             | S.C.A.P. 1.0L Supercharged I4 (2-Stroke) | 43     |
| 18 DNF | 2.0   | 16 | Fox & Nichol                    | Tim Rose-Richards Brian E. Lewis        | Lagonda OH                         | Lagonda 2.0L I4                          | 29     |
| 19 DNF | 1.1   | 29 | Bollack, Netter et Cie (B.N.C.) | Jean Lajeune Maurice Faure              | B.N.C.                             | B.N.C. 1.0L I4                           | 24     |
| 20 DNF | 2.0   | 18 | Equipe sem nome                 | Gaston Mottet Douglas Hawkes            | S.A.R.A. SP7                       | S.A.R.A. 1.8L I4                         | 22     |
| 21 DNF | 1.5   | 22 | Equipe sem nome                 | Cyril Paul William Urquhart Dykes       | Alvis 12/75                        | Alvis 1.5L Supercharged I4               | 21     |
| 22 DNF | 8.0   | 2  | Equipe sem nome                 | Alfredo Luis Miranda Charles Moran Jr.  | Du Pont Model G Speedster Le Mans  | Continental 5.3L I8                      | 20     |
| 23 DNF | 1.1   | 30 | Equipe sem nome                 | Michel Doré Jean Treunet                | B.N.C.                             | B.N.C. 1.0L I4                           | 15     |
| 24 DNF | 750   | 31 | Equipe sem nome                 | "Trillaud" Henri Lachner                | D'Yrsan                            | Ruby 0.7 I4                              | 9      |
| 25 DNF | 5.0   | 11 | Bentley Motors Ltd.             | Bernard Rubin Lord Howe                 | Bentley 4½ Litre                   | Bentley 4.4L I6                          | 7      |

Legenda :DNQ = Não largou - DNF = Abandono - NC = Não classificado - DSQ= Desqualificado